# Transferrin-Rezeptor 2
Transferrin-Rezeptor 2 (TfR2) heißen Proteine in Wirbeltieren, die vom TfR2-Gen codiert werden und Isoformen voneinander sind. Im Mensch gibt es drei dieser Isoformen, die mit TfR2α, TfR2β und TfR2γ bezeichnet werden und verschiedene Funktionen haben. TfR2α ist ein Transmembranrezeptor und für den Transport von Ferritin in die Mitochondrien zuständig; er wird vor allem in der Leber und dopaminergen Neuronen in der Substantia nigra, aber auch in Milz, Lunge, Muskeln, Prostata und PBMCs exprimiert. Bei TfR2β fehlt die Transmembrankomponente, es ist in geringen Mengen im Zytosol aller Zelltypen zu finden. Mutationen im TfR2-Gen sind für Typ III der Eisenspeicherkrankheit Hämochromatose verantwortlich.
Bei den für die Hämochromatose verantwortlichen Mutation handelt es sich neben der Variante Lys-172, die zum völligen Stopp der TfR2β-Expression führt, auch um solche in der Lokalisationssequenz des Gens. In diesem Fall sind TfR2α und TfR2γ nicht in der Lage, nach der Transkription das ER zu verlassen.
Neben dem TfR2 existiert noch der Transferrin-Rezeptor 1.